# John Simon (giocatore di football americano)
John Simon (Youngstown, 14 ottobre 1990) è un giocatore di football americano statunitense che gioca nel ruolo di outside linebacker per i New England Patriots della National Football League (NFL). Fu scelto nel corso del quarto giro (129º assoluto) del Draft NFL 2013 dai Baltimore Ravens. Al college ha giocato a football all’Università statale dell'Ohio.

## Carriera professionistica

### Baltimore Ravens
Simon fu scelto nel corso del quarto giro del Draft 2013 dai Baltimore Ravens. Debuttò come professionista nella vittoria della settimana 2 sui Cleveland Browns mettendo a segno un tackle. La sua stagione da rookie si concluse con 4 tackle in 7 presenze, nessuna delle quali come titolare.

### Houston Texans
Il 7 ottobre 2014, Simon firmò con gli Houston Texans, con cui disputò le restanti undici gare della stagione regolare, mettendo a segno i suoi primi 1,5 sack. 

### New England Patriots
Alla fine della stagione 2018 Simon vinse il Super Bowl LIII battendo i Los Angeles Rams per 13-3.

## Palmarès
- Super Bowl : 1

New England Patriots: LIII